# Glyphodes umbria
Glyphodes umbria là một loài bướm đêm trong họ Crambidae.